# Жердно
Жердно (пол. Żerdno, нім. Schneidemühl) — село в Польщі, у гміні Чаплінек Дравського повіту Західнопоморського воєводства.
Населення — 56 осіб (2011).

## Демографія
Демографічна структура станом на 31 березня 2011 року:
|          | Загалом | Допрацездатний вік | Працездатний вік | Постпрацездатний вік |
| -------- | ------- | ------------------ | ---------------- | -------------------- |
| Чоловіки | 27      | 7                  | 17               | 3                    |
| Жінки    | 29      | 7                  | 14               | 8                    |
| Разом    | 56      | 14                 | 31               | 11                   |